# ايكور بيتا
ايكور بيتا (31 مايو 1989 في البرتغال - ) هو لاعب كرة قدم برتغالي في مركز الدفاع. شارك مع منتخب البرتغال تحت 21 سنة لكرة القدم. أما مع النوادي، فقد لعب مع نادي أونياو دا ماديرا ونادي بيرا مار ونادي بيلينينسش وناسيونال ماديرا ودوكسا كاتوكوبياس ‏ وC.S. Marítimo B ‏.

## روابط خارجية
- ايكور بيتا على موقع قاعدة بيانات كرة القدم.إي يو (الإنجليزية)
- ايكور بيتا على موقع Soccerway.com (الإنجليزية)